# Wangjiafan (sockenhuvudort i Kina, Hubei Sheng, lat 30,18, long 111,36)
Wangjiafan är en sockenhuvudort i Kina. Den ligger i provinsen Hubei, i den centrala delen av landet, omkring 280 kilometer väster om provinshuvudstaden Wuhan. Antalet invånare är 29 747. Befolkningen består av 14 238 kvinnor och 15 509 män. Barn under 15 år utgör 9,0 %, vuxna 15-64 år 75 %, och äldre över 65 år 15,0 %.
Runt Wangjiafan är det tätbefolkat, med 383 invånare per kvadratkilometer. Närmaste större samhälle är Zhicheng, 18,8 km nordost om Wangjiafan. I omgivningarna runt Wangjiafan växer i huvudsak blandskog.
Genomsnittlig årsnederbörd är 1 411 millimeter. Den regnigaste månaden är maj, med i genomsnitt 211 mm nederbörd, och den torraste är december, med 16 mm nederbörd.